# جک برادهد
جک برادهد (انگلیسی: Jack Broadhead؛ زادهٔ ۲ اکتبر ۱۹۹۴) بازیکن فوتبال اهل بریتانیا است.
از باشگاه‌هایی که در آن بازی کرده‌است می‌توان به باشگاه فوتبال باکستون، باشگاه فوتبال چسترفیلد، باشگاه فوتبال ماتلوک تاون، و باشگاه فوتبال وورکساپ تاون اشاره کرد.